# A Midsummer’s Nice Dream
«A Midsummer’s Nice Dream» (рус. Настоящее летнее наваждение) — шестнадцатый эпизод двадцать второго сезона мультсериала «Симпсоны». Вышел 13 марта 2011 года на телеканале Fox.

## Сюжет
Город гудит — ведь Чич и Чонг остановятся в Спрингфилде во время своего долгожданного турне в честь воссоединения.
Когда дуэт выходит на сцену на суд преданных поклонников, Чонг решает, что их номера стали неинтересными, и предлагает импровизировать, но Чич отказывается, и Чонг покидает сцену. Но всех спасает Гомер — он поднимается на сцену и заканчивает номер, воспроизводя все шутки по памяти. Потрясённый Чич приглашает Симпсона на гастроли в качестве участника нового дуэта «Чич и Толстяк» (англ. Cheech and Chunk), в то время как Чонг также образовывает комедийный дуэт с Директором Скиннером, который называется «Учитель и Чонг» (англ. Teach and Chong). Гомер убеждает объединиться Чича с Чонгом во время выступления, всё заканчивается хорошо.
Пока Гомер находится в турне, Мардж пытается помочь Сумасшедшей кошатнице изменить её жалкое существование, выгребает кучу её вещей, предполагая выбросить их, но забирает весь этот хлам себе, и вот уже жилище Симпсонов превращается в большую помойку, но Гомер вовремя возвращается домой и приводит с собой Сумасшедшую кошатницу, которая забирает свои вещи обратно.

## Культурные отсылки
- Название серии — пародия на названия пьесы Шекспира «Сон в летнюю ночь» (англ. A Midsummer Night's Dream) и фильма «Укуренные 3» (англ. Nice Dreams), в котором снимались Чич и Чонг.
- В куче хлама можно увидеть медведя Лотсо из «Истории игрушек 3» и собрание Дж. Д.Селинджера, кроме «Над пропастью во ржи».
- Сумасшедшая Кошатница кричит криком Тарзана из экранизации 1932 года с Джонни Вайсмюллером.
- Отсылка на фильмы «Криминальное чтиво», «Унесённые ветром» и «Крёстный отец» в кадрах «That’s Kent-ertainment!».
- Само название «That’s Kent-ertainment!» является отсылкой к фильму «That’s Entertainment!» 1974 года.
- Появление в конце эпизода эльфа Барта является отсылкой к финальному монологу Пака в комедии У.Шекспира «Сон в летнюю ночь».